# CEDAR
一般社団法人CEDAR（シダー）は、日本の劇団。代表は演出家の松森望宏。2016年に旗揚げ。

## 公演リスト
1. CEDAR Produce vol.1 夜への長い旅路 ユージン・オニール作（2017年3月1日～3月5日＠SPACE梟門）
2. CEDAR Produce vol.2 胎内 三好十郎作（2017年12月15日～12月16日＠盛岡・風のスタジオ、12月20日～12月25日＠東京・SPACE梟門）[2]
3. CEDAR Produce vol.3 群盗 フリードリヒ・フォン・シラー作（2018年5月31日～6月3日＠シアター風姿花伝）[3]
4. CEDAR Produce vol.4 建築家とアッシリア皇帝 アラバール作（2018年8月9日～8月12日＠荻窪小劇場）[4]
5. CEDAR Produce vol.5 悪霊 ドストエフスキー原作 アルベール・カミュ脚本（2020年1月23日～1月29日＠シアター風姿花伝）[5]
6. CEDAR Produce vol.6 わが友ヒットラー 三島由紀夫作（2021年1月16日～1月24日＠シアター風姿花伝　新型コロナウイルスの影響で公演延期）[6][7]
7. CEDAR Produce vol.7　群盗 · フリードリヒ・フォン・シラー作（2021年6月5日～13日＠赤坂RED/THEATER
8. CEDAR Produce vol.8　群盗　フリードリヒ・フォン・シラー作（2021年12月18日 ～26日＠赤坂RED THEATER）
9. CEDAR Produce vol.9　わが友ヒットラー　三島由紀夫作（2022年3月19日～27日@すみだパークシアター倉）
10. CEDAR Produce vol.10　逃亡　高行健作（2023年7月26日～30日@off・offシアター）
11. CEDAR Produce vol.11　夜への長い旅路　ユージン・オニール作（2023年9月16日～9月24日@すみだパークシアター倉）
12. ヒストリーボーイズ　アラン・ベネット作（2024年7月20日～28日＠あうるすぽっと）

## 受賞歴
- 2012年英国シェフィールド国際演劇祭　最優秀演出家賞（松森望宏2012年版『胎内』の演出）
- 第30回読売演劇大賞　作品賞・上半期ベスト５（『わが友ヒットラー』）